# Museo de Arte Contemporáneo de Los Ángeles
El Museo de Arte Contemporáneo, en Los Ángeles (The Museum of Contemporary Art), es un museo de arte contemporáneo con tres sedes localizadas en Los Ángeles, California. La sede principal se encuentra en Grand Avenue localizada en el centro de los Ángeles, cerca de Walt Disney Concert Hall. El museo MOCA (Por sus siglas en inglés) tuvo originalmente sus inicios en un espacio de exhibición temporal, debido a que se encontraba en construcción el edificio destinado para este museo (el museo actualmente conocido como Geffen Contemporary), este lugar se encontraba en la zona del centro de Los Ángeles en Little Tokyo. La instalación conocida como Pacific Design Center está en West Hollywood.
Las exposiciones del museo consisten principalmente en arte contemporáneo de América y Europa creado después del año 1940.
Desde el inicio del museo, la programación del museo ha sido definida como un enfoque multidisciplinar del arte contemporáneo.

## Fundación
En 1979 se realizó un evento político para la recaudación de fondos en Beverly Hills Hotel, Los Ángeles, en el cual el Alcalde Tom Bradley, el concejal Joel Wachs, y la filántropa local Marcia Simon Weisman estuvieron sentados en la misma mesa. Durante el evento, Weisman argumentó la necesidad de construir un museo de arte contemporáneo para la ciudad. Gracias a este suceso en las siguientes semanas, se formó el Comité Asesor del futuro museo. El comité, dirigido por William A. Norris, empezó a crearlo desde cero, incluyendo fondos locales, fideicomisarios, directores, conservadores, una galería y lo más importante, una colección de arte. Ese mismo año, Weisman y otros cinco coleccionistas locales clave firmaron un acuerdo en el cual se comprometían a dar una pequeña porción de sus respectivas colecciones de arte, valoradas en 6 millones de dólares, con el fin de crear un "museo con una gran reputación y prestigio".
Al año siguiente, el Museo de Arte Contemporáneo recién abierto fue administrado desde una oficina en la calle Boyd. En 1980, los filántropos y coleccionistas más prominentes de la ciudad, se reunieron en una Junta Directiva, en esa junta se estableció como meta recaudar 10 millones de dólares en el primer año; el consejo asesor de artistas se involucró desde el principio. Un equipo de trabajo se reunió; Richard Koshalek fue nombrado jefe conservador; se hicieron relaciones con artistas y galerías; y se iniciaron negociaciones para garantizar obras de arte y un espacio de exposición. Siguiendo con la iniciativa de Weisman, $1-millón de contribuciones de Eli Broad, Max Palevsky, y Atlantic Richfield Co. ayudaron a asegurar la construcción del nuevo museo; Broad se convirtió en el presidente fundador del MOCA; Palevsky presidió el comité de búsqueda arquitectónica.  Muchos de los donadores iniciales del MOCA eran jóvenes que apoyaban a las artes por primera vez; un número sustancial reunió el mínimo fundador de 10.000 dólares.

## Colección
Siendo el 90% de las obras del museo regalos ofrecidos por distintos coleccionistas privados muy importantes, el pilar angular del museo casi llegaba a la cantidad de 6000 obras. La mayoría de las obras fueron hechas por miembros de la junta directiva, quienes donaron o cedieron obras clave o colecciones enteras, o las vendieron bajo términos muy favorables para el museo.
A los pocos meses de su inauguración en el otoño de 1983, el museo MOCA se convirtió en una referencia internacional en el mundo del arte al hacer un contrato con uno de los miembros de su directivo, Giuseppe Panza, el cual accedió a vender una colección de obras por 11 millones de dólares aceptando el pago a un plazo de 5 años, sin intereses. La compra de las 1984 piezas de la colección de Panza, incluía 80 obras de expresionismo abstracto y arte pop de Jean Fautrier, Franz Kline, Roy Lichtenstein, Claes Oldenburg, Robert Rauschenberg, Mark Rothko, y Antoni Tàpies. En 1985, el museo aceptó el trabajo de terraplén de Michael Heizer Doble Negativo en el desierto de Nevada, donado por Virginia Dwan. En 1986 Barry Lowen, magnate de la televisión, incluyó 67 obras minimalistas, post-minimalistas y neo-expresionistas, pinturas, esculturas, fotografías y dibujos realizados por artistas tales como Dan Flavin, Ellsworth Kelly, Agnes Martin, Elizabeth Murray, Julian Schnabel, Joel Shapiro, Frank Stella, y Cy Twombly. En 1989, piezas de la colección de Rita y Taft Schreiber fueron donadas al museo; incluía 18 pinturas, esculturas y dibujos de Jackson Pollock, Piet Mondrian, y Arshile Gorky, entre otros. El agente de Hollywood Phil Gersh y su esposa Beatrice, ambos miembros fundadores, dieron al museo 13 importantes piezas de su colección el en el mismo año, incluyendo el cuadro de goteo temprano de Pollock Número 3, 1948 y la escultura de acero inoxidable de 8 pies de largo de David Smith Cubi III (1961) — así como también trabajos de artistas tales como Ed Ruscha, Cindy Sherman, y Susan Rothenberg. Finalmente, la cofundadora  Marcia Simon Weisman legó 83 obras de papel de artistas incluidos Willem de Kooning, Barnett Newman, Jasper Johns y los pintores de California Richard Diebenkorn y Sam Francis. En 1991, el escritor de películas de Hollywood Scott Spiegel donó obras de Jean-Michel Basquiat, Mark Innerst, Robert Longo, Susan Rothenberg, David Salle, entre otros. En 2003, el museo recibió la promesa de un regalo de 33 piezas del ejecutivo de publicidad Clifford Einstein, presidente del consejo de administración del museo MOCA, y su esposa, Madeline; la donación incluye trabajos de Kiki Smith, Nam June Paik, Mark Grotjahn, Sigmar Polke, Mike Kelley, y Lari Pittman. En 2004 el museo con 25 años de historia, recibió la cantidad más grande de trabajos, donados por un coleccionista privado E. Blake Byrne, un director de fondos del museo MOCA y antiguo director de televisión, dio 123 pinturas, esculturas, dibujos, videos and fotografías de 78 artistas. A través de los años las donaciones más grandes las han realizado la fundación Lannan y a través de los fondos de la Fundación Ralph M. Parsons.
En el año 2000, el MOCA recibió regalos de artistas, incluyendo las principales piezas del escultor y artista Paul McCarthy, el videoartista Doug Aitken y el fotógrafo Andreas Gursky. El artista Ed Moses hizo una donación muy importante para el museo en 1995.
En la colección permanente del museo se encuentra la influencia de artistas como Greg Colson, Kim Dingle, Sam Durant, David Hockney, Kenneth Price, John McLaughlin, Robert Motherwell, Raymond Pettibon, James Hayward y George Segal. Como Los Angeles Times declaró, "Esta ciudad no es América, no es Nueva York, no es Chicago, no es Houston, no es San Francisco, es la colección del museo de arte contemporáneo más impresionante jamás antes vista."

## Exposiciones
Desde que abrió sus puertas con una extensa exposición llamada The First Show: Painting and Sculpture From Eight Collections, 1940-80, MOCA ha sido conocida por exposiciones temáticas del arte de la posguerra como A Forest of Signs: Art in the Crisis of Representation (1989), A Minimal Future? Art as Object, 1958-1968 (1994), Reconsidering the Object of Art: 1965-1975 (1995), Hall of Mirrors: Art and Film since 1945 (1996), Out of Actions: Between Performance and the Object, 1949-1979 (1998), WACK! Art and the Feminist Revolution (2007), Art in the Streets (2011), Under the Big Black Sun: California Art 1974–1981 (2011), y Ends of the Earth: Land Art to 1974 (2012). El museo también organizó las primeras grandes retrospectivas de las obras de Allen Ruppersberg (1985), John Baldessari (1990), Ad Reinhardt (1991), Jeff Wall (1997), Barbara Kruger (1999), y Takashi Murakami (2007). También hubo espectáculos montados por Robert Gober en 1997, y una exposición reveladora del trabajo fotográfico de Sigmar Polke en 1995. Dichos espectáculos viajaron a Nueva York y a otras ciudades de los EE. UU., al igual que el espectáculo de Robert Rauschenberg que se inauguró en Los Ángeles en 2006, MOCA fue conocido como "uno de los museos más grandes del país". En 2010 el museo canceló una retrospectiva del artista poco reconocido Jack Goldstein para encargar al artista y director Julian Schnabel hacer una encuesta de las obras de Dennis Hopper, y en 2012 el actor James Franco se encargó de hacer un homenaje a James Dean, estos dos proyectos han sido ampliamente criticados por su énfasis en la cultura pop. De todas las exposiciones individuales entre enero de 2008 y diciembre de 2012, alrededor del 28% se dedicaron a mujeres artistas.
Además de las distintas retrospectivas e investigaciones de Paul Schimmel, MOCA ha montado varios temas con distintos artistas que muestran temas muy provocativos y desafiantes. Helter Skelter: en 1992 hubo una exposición que se centró en el lado obscuro de la vida contemporánea con ayuda de artistas como Mike Kelley, Paul McCarthy y Chris Burden, involucraba temas como la locura, el despojo y la violencia. Out of Actions: Between Performance and the Object, 1949-1979, fue el trabajo de cerca de 150 artistas que ayudaron con sus vínculos con la pintura, la escultura, la danza y el teatro. Public Offerings, en 2001, exploró el fenómeno de la energía creativa juvenil en un mundo donde se crean estrellas antes de salir de la escuela de arte. En ECSTASY: In and About Altered States (2005), se muestran algunas obras de artistas que estaban en estados alterados de la mente a causa de la influencia de drogas o de hipnosis. //WACK! Art and the Feminist Revolution, celebrado en 2007, fue la primera gran retrospectiva del arte y de la revolución feminista.

## Sedes

### MOCA Gran Avenida

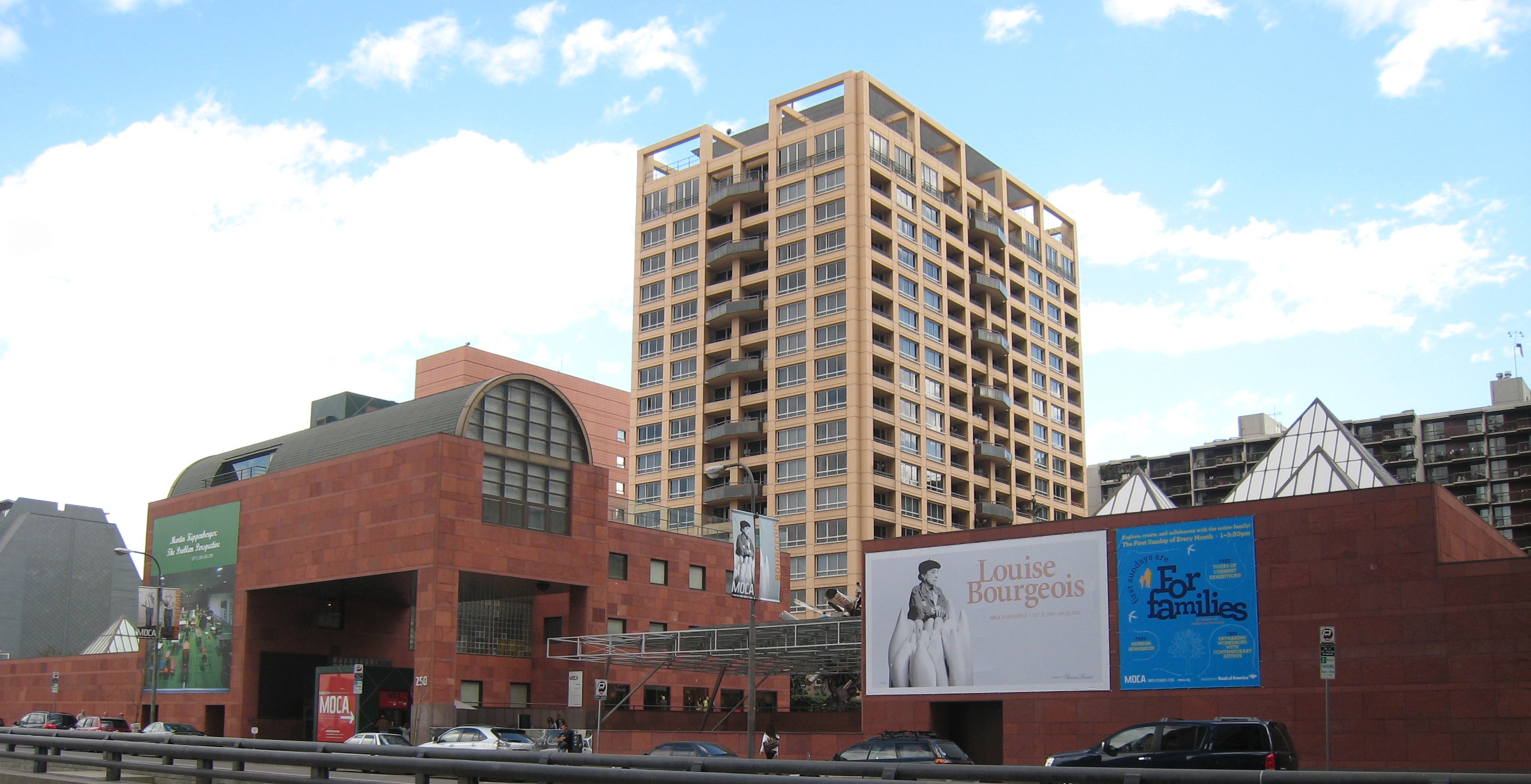
MOCA Grand Avenue

MOCA se localiza en el centro de Los Ángeles donde se encuentran 5000 obras de arte creadas a partir de 1940, incluyendo obras maestras de artistas contemporáneos clásicos y nuevas obras inspiradoras de artistas del sur de California y de todo el mundo. MOCA es el único museo de Los Ángeles dedicado exclusivamente al arte contemporáneo.
En 1986 el célebre arquitecto japonés Arata Isozaki terminó el edificio del museo con gran éxito, fue aclamado por el público y criticado internacionalmente, marcando un logro espectacular en el mundo del arte contemporáneo y anunciando una nueva era cultural en Los Ángeles. Sus principales espacios expositivos están bajo el nivel del patio iluminado desde arriba por un grupo de luces piramidales.
La construcción y los 23 millones del costo de la construcción de MOCA Gran Avenida fueron parte de un acuerdo de la ciudad con el desarrollador de California Plaza proyecto de un mil millones de dólares de reurbanización en Bunker Hill. El consejo de administración del MOCA había llegado a un acuerdo con la Agencia de Reurbanización de la comunidad para que el promotor del proyecto de la construcción del museo fuera de 100.000 metros cuadrados, que fuera diseñado por el arquitecto de su elección y sin costo alguno para el museo, a cambio de que fuera un museo gratuito; la agencia requiere recaudar $10 millones de dólares para poder cubrir las operaciones de la construcción. El plan original era inaugurar la construcción para las olimpiadas de 1984, sin embargo el proyecto comenzó a construirse en 1983. Para 1986 el museo, el Hotel Omni y el primero de los dos rascacielos (California Plaza Uno) fueron terminados. El segundo rascacielos (California plaza dos) fue terminado en 1992.  Dentro de la plaza del museo se colocó una escultura de acero creada por Nancy Rubins, con el nombre de “Piezas de aviones de Mark Thompson”; comprada por el MOCA en honor a los miembros de la fundación Beatrice Gersh en 2002.
La locación de Grand Avenue es utilizada para mostrar las piezas de la colección permanente de MOCA, en dicha colección hay piezas de artistas donde la mayor parte de su trabajo se realizó entre 1940 y 1980. Existe también un amplio conjunto de habitaciones utilizadas para mostrar exposiciones temporales, por lo general en retrospectiva de un artista importante o las obras relacionadas por un tema.

### ElGeffen Contemporaryen MOCA
Si bien, en el otoño de 1983, cuando la instalación de Grand Avenue se estaba planeando y construyendo, MOCA abrió un espacio de exposición llamado "Contemporáneo Temporal". El nuevo espacio se encuentra en una zona de almacenes en el que muchos artistas de Los Ángeles trabajaron tiempo atrás. [28] el 17 de noviembre de 1983, el museo inauguró el edificio con una ceremonia de purificación sintoísta, un ritual a menudo celebrado en inauguraciones en Little Tokio, como un símbolo de reconocimiento mutuo entre la comunidad japonesa y el museo. [28] El primer programa público fue una colaboración llamada "luz disponible" de Lucinda Childs, Frank O. Gehry, y John Adams, en el mismo noviembre de 1983 en la exposición inaugural, "la primera Muestra: Pintura y Escultura 1940 a 1980", creada por Julia marrón.
El edificio había sido construido originalmente en la década de 1940 como una tienda de hardware y posteriormente utilizado como un almacén de la ciudad y la cochera de la policía, el edificio conocido informalmente como "TC" (por sus siglas en inglés Temporary Contemporary), está arrendado durante cinco años por 1 dólar al año. [24]
El arquitecto del sur de California, Frank Gehry, fue quién llevó a la renovación de los 1947 edificios de la Unión Hardware, diseñados por Arbert C. Martin. Gehry dejó intactos los exteriores, a excepción de las nuevas puertas de entrada, y construyó un pabellón de enlace con distintos materiales y cerchas de acero sobre una calle cerrada, para formar una plaza parcialmente sombreada. Hay dos grandes espacios de la galería abierta, iluminadas por un tragaluz de vidrio industrial y una fila de ventanas de triforio a lo largo de la pared sur. La red intrincada estructural de vigas y soportes de acero se ha dejado expuesta, sirviendo como apoyo a las muchas paredes de visualización móvil para prestar un efecto escultórico. Un carril grúa hecho de acero, sobrante de la construcción, se mantuvo en su lugar. Los muelles de carga ahora sirven como vestíbulo. [27] El Contemporáneo Temporal gracias a su accesibilidad, la informalidad y la falta de pretensiones, inmediatamente cautivó críticos y patrocinadores del museo por igual. John Russell, columnista del New York Times, se refirió a él como "un príncipe entre los espacios", y William Wilson de Los Ángeles Times escribió que "al instante tenía el aura hospitalario de un museo para la gente." En opinión de muchos, estas dos críticas se han mantenido hasta ahora. El New York Times escribió más tarde que "el mineral [m] que cualquier evento en las últimas décadas, el contemporáneo temporal (ahora conocido como el Geffen Contemporary) cambió la faz cultural de Los Ángeles". [29]
Debido a la popularidad de la extraordinaria capacidad del edificio contemporáneo temporal para la exposición de arte contemporáneo, la junta directiva del museo pidió que la ciudad de Los Ángeles extendiera el contrato de arrendamiento para MOCA durante 50 años más, hasta 2038. Esta extensión fue solicitada a principios de 1986, y en 1996 la ciudad extendió el contrato de arrendamiento. También en 1996, MOCA recibió una donación de 5 millones de dólares por parte de la Fundación David Geffen, y en reconocimiento de esta donación extraordinaria, el contemporáneo temporal pasó a llamarse The Geffen Contemporary.
La instalación de 5110 metros cuadrados da una enorme libertad a los artistas, fomentando así la experimentación de ellos. [30] Es el lugar más grande perteneciente a MOCA y es ideal para las obras escultóricas de gran escala y conceptuales, multimedia o instalaciones electrónicas. Se suele utilizar para mostrar las obras más recientes, a menudo por artistas menos conocidos, y trabajos que requieren una gran cantidad de espacio. Algunas de estas obras están diseñadas específicamente para el Geffen Contemporary.

### MOCA enPacific Design Center

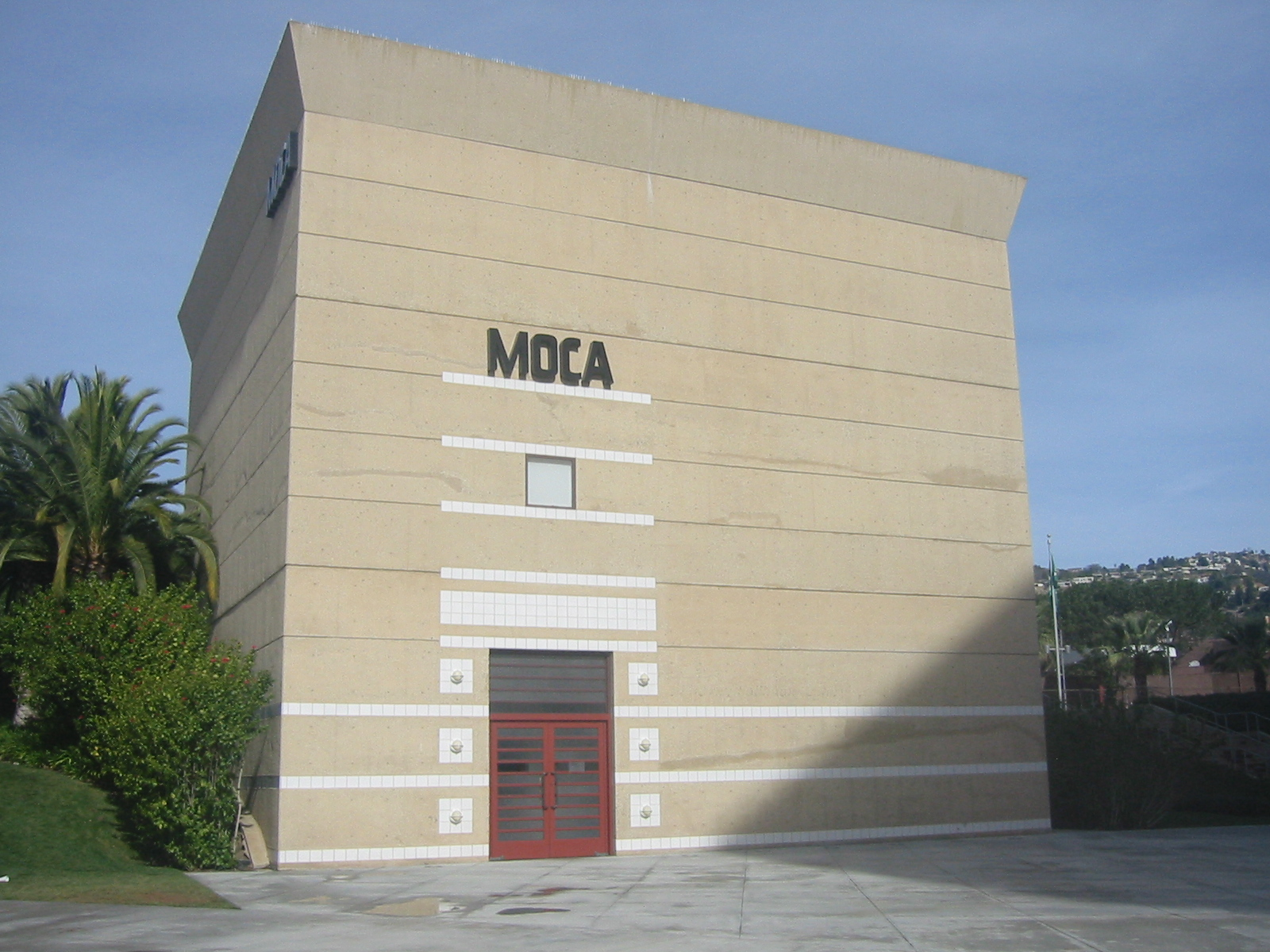
MOCA en el Pacific Design Center

En el 2000, MOCA inauguró un espacio de exposición de 3.000 pies cuadrados (280 m²) en Pacific Design Center, ubicado al oeste de Hollywood. Este espacio fue abierto con el propósito de presentar el nuevo trabajo de artistas emergentes y establecidos, así como los programas de auxiliares con base en sus principales exposiciones y la famosa colección permanente; todo esto teniendo un enfoque moderno de diseño y arquitectura. MOCA también utiliza el auditorio PDC (por sus siglas en inglés Pacific Design Center) con una capacidad para 384 personas con el propósito de presentar una serie de programas públicos.

## Programas

### Domingo de Producción
El primer domingo de cada mes comienza el taller de “Domingo de producción”, donde suelen comenzar con un tour interactivo basado en la discusión "punto de mira", destacando obras seleccionadas a partir de una exposición actual. A continuación, los participantes de todas las edades trabajan en colaboración para crear arte en respuesta a los trabajos que han visto. Este taller se lleva a cabo a partir de las 13:00 horas hasta las 15:30.
Diseñada y pensada por los artistas, este innovador, proceso-orientado a talleres de arte extendió la experiencia de la galería y frecuentemente incluye actividades especiales como performances musicales, de movimiento, y otros trabajos visuales. El programa se ofrece en inglés y español.
El Gran Día Familiar, es un gran evento anual de primavera para todas las escuelas del MOCA y para la comunidad con membresía. Destacan catedráticos, personas del entretenimiento, músicos, artistas y exhibiciones de alumnos; este evento generalmente atrae a 1000 participantes, incluidos los miembros del MOCA, a sus familias y a la comunidad en general.
Los eventos de domingo de Producción son realizados en la Gran Avenida, según lo que indique el calendario bimensual o el sitio web.

### Adolescentes de Arte Contemporáneo (TOCA)
Adolescentes de Arte Contemporáneo (TOCA) es una reunión abierta para aquellos alumnos de secundaria y preparatoria interesados en conocer más sobre el arte contemporáneo con personas de su misma edad. El grupo se reúne mensualmente para exploraciones de exhibición, de talleres de arte, discutir acerca del arte contemporáneo y planeación de eventos. Un consejo consultivo de adolescentes se encarga de identificar los temas y publicaciones que se incluirán en las sesiones mensuales. Todos los participantes de TOCA tienen admisión gratuita al museo.
Los eventos de TOCA se llevan a cabo el segundo domingo de cada mes.

### Programa de Aprendizaje del MOCA (MAP)
Cada año el Programa de Aprendizaje del MOCA crea una comunidad artística de apoyo para un pequeño y diverso grupo de alumnos de secundaria y preparatoria. Durante los nueve meses del programa interno, los aprendices se reúnen semanalmente con el personal del MOCA y los artistas invitados; se emprenden programas individuales dirigidos directamente con el museo, de ese modo descubren más sobre el arte contemporáneo, del MOCA y de su futuro profesional. Los aprendices se consideran parte del personal y se les paga por hora. La participación en el programa MAP solo se realiza por solicitud. Las solicitudes se realizan y se resuelven anualmente durante el periodo de primavera.

### Compromiso de Partido
Engagement Party, o Compromiso de Partido (2008-2012) fue un programa gratuito al público que presentó trabajo nuevo realizado básicamente por artistas que trabajaban colectiva y colaborativamente, emergidos de California del Sur. El programa ofrecía a los artistas colectivos tres meses de residencia durante los cuales ellos presentaban programas públicos en el MOCA, en la Gran Avenida y en el Geffen Contemporáneo del MOCA el primer jueves de cada mes de 7 a 10 p. m.. Los Colectivos empleaban diferentes medios, disciplinas y estrategias durante su residencia; el resultado fueron programas que incluían actuaciones, talleres, escenografías, lecturas y otras muchas actividades que emergieron de grupos concentrados particularmente.
Artistas Participantes: Finishing School, Knifeandfork, OJO, Slanguage, My Barbarian, Lucky Dragons, Ryan Heffington + the East Siders, y The League of Imaginary Scientists,  Neighborhood Public Radio, The Los Angeles Urban Rangers, Liz Glynn, y CamLab.

### Mujeres en las Artes
El evento de Mujeres en las Artes, se estableció en 1994 por el Consejo de Proyectos del MOCA, brazo recolector de fondos; es beneficioso para los programas educacionales del MOCA y generalmente se esperan a más de 600 personas de los campos artísticos de moda, filantropía y de otras áreas de entretenimiento. El Premio Mujer Distinguida en las Artes, reconoce a la mujer que promueva el liderazgo y la innovación en artes visuales, danza, música y literatura. La artista Jenny Holzer diseñó la placa de bronce la cual tiene grabada una de sus frases célebres: “Es en tu propio interés el encontrar la manera de ser muy sensible.” Las receptoras pasadas del premio incluyen a la coleccionista Beatrice Gersh (1994), a la editora Tina Brown (1997), la coreógrafaTwyla Tharp (1999), la actriz y directora Anjelica Huston (2001), y artistas Barbara Kruger (2001), Yoko Ono (2003), Jenny Holzer (2010), y Annie Leibovitz (2012).

## Administración

### Director
Philippe Vergne fue anunciado el Nuevo director del MOCA el 15 de enero de 2014, y comenzó sus labores en el museo a principios de marzo. Él se formó como director de Dia Art Foundation en Nueva York.  Maria Seferian trabajó como directora interna desde septiembre de 2013 hasta marzo de 2014, mientras la institución buscaba al próximo director. Ella ha sido parte del consejo del museo desde el 2008. Jeffrey Deitch sirvió como director del MOCA del primero de junio del 2010 hasta el primero de septiembre del 2013. El 24 de julio de 2013, le dijo al consejo que había tomado la decisión de irse.  Antes de unirse al MOCA en 2010, Deitch era un distribuidor de arte en Nueva York. Deitch se ha puesto bajo fuego recientemente por la calidad de sus shows y por el choque con Paul Schimmel, el curador principal y con mayor experiencia del museo, con 22 años de trabajar en el MOCA. Eli Broad's y Jeff Deitch's lanzaron infamias del respetado curador el 28 de junio de 2012 conducido a una fuga de fideicomisarios, miembros del comité y críticas dentro de la comunidad.
Entre 1999 y 2008, Jeremy Strick lideró la institución. Antes de eso, Richard Koshalek fungió como director, director adjunto y como jefe curador de 1980 a 1999. Pontus Hultén fundó la dirección de 1980 a 1982.

### Consejo de Fideicomisos
El MOCA tiene un sistema escalonado según las contribuciones del consejo de miembros. El consejo Anual de miembros adeuda $75.000, más una entrada de honorarios por $250.000 o $150.000 para miembros nuevos (los honarios internacionales pagan menos). Los artistas unieron coleccionistas para fundar el museo en 1979, y desde entonces se lucha para incluir artistas en el consejo (empezando con Sam Francis y Robert Irwin); artistas fideicomisarios no necesitan pagar honorarios. Los fideicomisarios de vida, honorados para el servicio significativo del museo, son exentos de pagar honorarios, pero no tienen un voto. Otras cuatro personas, el director del museo, Jeffrey Deitch, director financiero Michael Harrison, el Alcalde de Los Ángeles, y el Presidente del Consejo Municipal son miembros ex officio. Los dos funcionarios electos tienen votos; su presencia en el consejo es una condición para que MOCA pague un dólar anualmente de arrendamiento en el edificio Geffen Contemporary. De acuerdo con la política promulgada en 1993, los fideicomisarios elegidos dan servicio como administradores durante tres años, términos que son renovables y se rotan después de seis años; Generalmente son invitados a regresar después de un año.
Conjuntamente encabezado por la productora de televisión Maria Arena Bell y el abogado de entretenimiento de Hollywood David G. Johnson, David G. Johnson, el Consejo de Fideicomisarios de MOCA ha construido su membresía en los últimos años, incluyendo la llegada de multimillonarios como Wallis Annenberg, Victor Pinchuk, Steven Cohen, y Fred Sands. Como resultado, el consejo tiene un valor neto, combinado, que asciende a más de los 21 mil millones de dólares. A pesar de esto, además de ricos coleccionistas de arte dentro del consejo, las contribuciones y donaciones al museo han caído recientemente y se han perdido dos cuartas partes de los pagos del dinero que prometió MOCA. Todos los artistas miembros del consejo —John Baldessari, Barbara Kruger, Catherine Opie y Ed Ruscha— dimitieron a su cargo en 2012, en respuesta a la evolución en el museo, bajo la dirección de Jeffrey Deitch,  incluyendo la terminación del jefe conservador Paul Schimmel. En 2014, Baldessari, Kruger y Opie etomaron sus posiciones en el consejo. Además, Mark Grotjahn se convirtió en el cuarto artista a bordo del MOCA.

### Financiamiento
A diferencia del Museo de Arte del Condado de Los Ángeles, que está en parte controlada por el condado, MOCA recibe mínimos recursos del gobierno y no tiene una fuente estable de fondos. Su presupuesto anual ha crecido hasta superar los $ 20 millones de dólares, pero depende de los donantes que pagan alrededor del 80% de sus gastos. MOCA's budget for the fiscal year 2011 was $14.3 million, El presupuesto de MOCA para el año fiscal 2011 fue de 14,3 millones de dólares el gasto más bajo del museo desde la década de 1990. En 2011, el museo tenía activos netos (básicamente, un total de todos los recursos que tiene en sus libros, excepto el valor de las obras de arte) de 38 millones de dólares.
En diciembre de 2008, durante la crisis financiera mundial, los periódicos informaron que la dotación del museo, que en parte depende de las inversiones en acciones, se había reducido y que el museo tenía problemas fiscales debido a algunas violaciones de la ley estatal,  el museo perdió 44 millones de sus 50 millones de dólares de dotación de más de nueve años, los déficits montado a una tasa promedio $ 2.800.000 de dólares al año, desde mediados de 2000 a mediados de 2008. En medio de la especulación de que el museo pudiera cerrar sus puertas, se tendría que vender piezas de arte para recaudar fondos, y/o fusionarse con otra institución para usarse como una base. La organización dirigida por artistas llamada movilización MOCA, solicitó permanecer independientes a fin de que su colección quede intacta.

La oficina Fiscal General del Estado, en la que Eli Broad había sido un colaborador de la campaña,  investigó MOCA. Por último, si bien la investigación se cerró sin una acción disciplinaria (se pidió a los miembros del Consejo tomar un entrenamiento voluntario en sus deberes fiduciarios), solo el informe de la investigación tuvo un enorme impacto en el diario Los Angeles Times puesto que los donantes que habían huido y los fideicomisarios, en el torbellino, aceptaron los términos generales para el control de la institución a cambio de su promesa de donar dinero. Broad, el presidente de la fundación MOCA 1979-1984 y fideicomisario vitalicio del museo, ofreció 30 millones de dólares en una donación escalonada y 15 millones de dólares como donación de caridad. Se llegó a un acuerdo tentativo con Broad el 18 de diciembre, pero otra posibilidad, era una fusión con el  Museo de Arte del Condado de Los Ángeles que no había sido descartada hasta el momento.  El 23 de diciembre, el museo anunció que había aceptado la oferta de Broad y que estaría haciendo una serie de cambios significativos en su liderazgo.
El Director, Jeremy Strick, renunció, y fue creado un nuevo puesto de director ejecutivo por Charles E. Young, exrector de la Universidad de California en Los Ángeles. Broad requirió el cumplimiento de las estrictas condiciones financieras, pero no exigió la renuncia de Strick o nombramiento de Young como condición. Contratado por un período limitado, Young supervisó los despidos y los recortes en el calendario de exposiciones que redujeron el presupuesto de MOCA de más de $ 24 millones de dólares a menos de 16 millones de dólares en 2011.  A diferencia de las prácticas anteriores, cuando MOCA programaba espectáculos antes de que el financiamiento estuviera asegurado, se ha adoptado una política de comprometerse a exposiciones solo si al menos el 80% de su presupuesto proyectado se ha recaudado.
La salida del consejo del respetado jefe conservador Paul Schimmel el 28 de junio de 2012 trajo como consecuencia una salida de fideicomisarios, miembros del consejo y un bombardeo de críticas en la comunidad. Y además Broad mismo ha incumplido con sus pagos prometidos a MOCA que expiran en 2013, la viabilidad de la institución ha sido cuestionado bajo el liderazgo de Broad, ya que desde a finales de 2012, el Museo de Arte Contemporáneo y la Universidad del Sur de California han mantenido conversaciones sobre una posible alianza.

### Asistencia
Las exposiciones de MOCA atraen más o menos 60% de sus visitantes de la zona de Los Ángeles; su asistencia ascendió a 236.104 en 2010, un aumento de casi 90.000 más que el año anterior.